# Amélie de Orléans
Amélie d'Orléans (28 septembrie 1865 – 25 octombrie 1951) a fost cel mai mare copil al Prințul Filip, Conte de Paris și a soției lui Prințesa Marie Isabelle d'Orléans și Prințesă de Orléans prin naștere. A fost soția regelui Carlos I al Portugaliei și era cunoscută de poporul ei sub numele de Maria Amélia.

## Familie

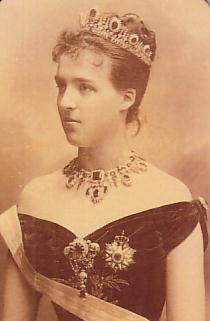
Amélie de Orléans

Bunicii paterni au fost Prințul Ferdinand-Filip al Franței și Ducesa Helen de Mecklenburg-Schwerin. Bunicii materni au fost Antoine, Duce de Montpensier și Infanta Luisa Fernanda a Spaniei. Bunicul patern și cel matern au fost frați, ambii fii ai regelui Ludovic-Filip al Franței și ai reginei Maria Amalia a celor Două Sicilii. 

## Căsătorie
La 22 mai 1886, Amélie s-a căsătorit cu Carlos, Peinț Regal al Portugaliei. El era fiul cel mare al regelui Luís I al Portugaliei și a reginei Maria Pia de Savoia. Mireasa avea aproape 21 de ani iar mirele 23. Căsătoria a fost aranjată de către familiile lor, după mai multe încercări de a asigura o căsătorie pentru ea cu un membru al dinastiilor austriece sau spaniolă. La început, căsătoria nu a fost populară și regina Maria Pia se aștepta ca fiul ei să se căsătorească cu Arhiducesa Marie Valerie de Austria sau cu Prințesa Matilda de Saxonia sau cu Prințesa Victoria a Prusiei sau cu Prințesa Victoria de Wales. Cu toate acestea, Amélie și Carlos au trăit destul de armonios unul cu altul.
Cuplul a avut trei copii:
- Luís Filipe de Bragança, Prinț Regal al Portugaliei (21 martie 1887 – 1 februarie 1908).
- Infanta Maria Anna de Bragança (născută și decedată la 14 decembrie 1887).
- Manuel al II-lea al Portugaliei (19 martie 1889 – 2 iulie 1932).

## Regină consort a Portugaliei
Amelie a jucat un rol activ ca regină. Deși a primit unele critici pentru cheltuielile sale, ea a scăzut critica adusă monarhiei prin creșterea popularității ei personale. A fost activă în multe proiecte sociale, cum ar fi prevenirea și tratamentul de tuberculoză și fondarea organizațiilor de caritate, sanatorii și farmacii. 

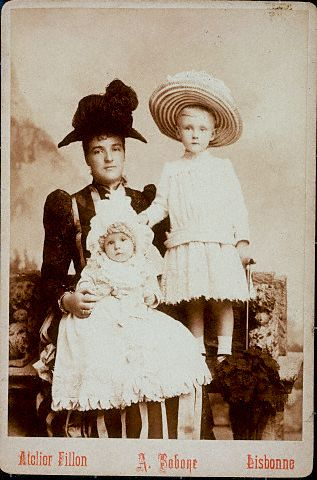
Amélie de Orléans și cei doi fii ai ei, 1889.

A fost considerată mai puțin formală decât soacra ei, a învățat portugheza și era descrisă ca fiind calmă.
A fost pasionată de literatură, operă, teatru și pictură. În timpul absenței soțului ei în 1895, a fost regentă. În 1902, a făcut o croazieră pe Marea Mediterană, lucru mult criticat pentru luxul său.
În 1892, Papa Leon al XIII-lea i-a acordat Ameliei "Trandafirul de Aur".
La 19 octombrie 1889, socrul ei a murit iar Carlos i-a succedat la tron. Amélie a devenit noua regină consort a Portugaliei. Soțul ei a devenit cunoscut pentru aventurile extraconjugale în timp ce popularitatea monarhiei portugheze a început să scadă; a fost acuzat de starea de faliment a economiei, tulburări în domeniul industriei, antagonism socialist și republican și supus criticii presei.
La 1 februarie 1908 familia regală s-a întors de la Vila Viçosa la Lisabona. Au călătorit cu trenul la Barreiro și, de acolo, au luat un vas cu aburi cu care au traversat râul Tagus și au debarcat în centrul Lisabonei. În drum spre palatul regal, trăsura deschisă cu Carlos I și familia sa a trecut prin Terreiro do Paço. În timp ce traversau piața, doi activiști republicani, Alfredo Costa și Manuel Buiça, au tras focuri de armă din mulțime.

Regele a murit imediat, moștenitorul său, Luís Filipe, a fost rănit mortal iar Prințul Manuel a fost lovit în braț. Doar regina a scăpat fără răni. Cei doi asasini au fost uciși pe loc de către poliție și gărzile de corp; un spectator nevinovat a fost ucis, de asemenea, în confuzia generală. Douăzeci de minute mai târziu a murit și prințul Luís Filipe. Câteva zile mai târziu, fiul cel mic, prințul Manuel, a fost proclamat rege al Portugaliei. El a fost ultimul rege al Portugaliei.
După ce fiul ei a fost detronat la 5 octombrie 1910, Amélie a părăsit Portugalia împreună cu familia regală și a plecat în exil în Franța. În timpul celui de-al Doilea Război Mondial guvernul portughez i-a propus să se întoarcă în Portugalia însă ea a refuzat oferta. A vizitat Portugalia ultima dată în 1945.
A fost ultima regină consort a Portugaliei iar monarhia nu a mai fost niciodată restaurată.